# ドクターソフト
ドクターソフト (DRS) とは、株式会社油井コンサルティングより発売されているレセプトコンピュータ一体型の電子カルテシステムである。
株式会社ビー・エム・エルの診療所用電子カルテメディカルステーションや島津メディカルシステムズ株式会社のSimCLINICにてドクターソフトの医事会計用エンジンが使用されている。また、ICソリューションズ株式会社や株式会社ナノメディカル、株式会社京葉電子工業、株式会社メディブレイン、株式会社ニューウェイブ、株式会社メディカルアイリードなどがディーラとしてドクターソフトの販売を行っている。
Windows上で稼動し、レセプトコンピュータ一体型のため、データ管理や会計処理が容易に行え、歯科を除き診療所、調剤薬局から病院までカバーし、介護報酬や特定健診も対応するなど多機能な仕様となっている。
ソフトウェアのみのレンタル販売で、契約金を支払った後は、月々のレンタル料、保守料を支払い、診療報酬改定や薬価改定時、プログラムのバージョンアップ時に別途費用がかからない販売形態となっている。ディーラ販売の場合は、ハードウェア販売やネットワーク構築まで行っているケースもある。